# Makio Inoue

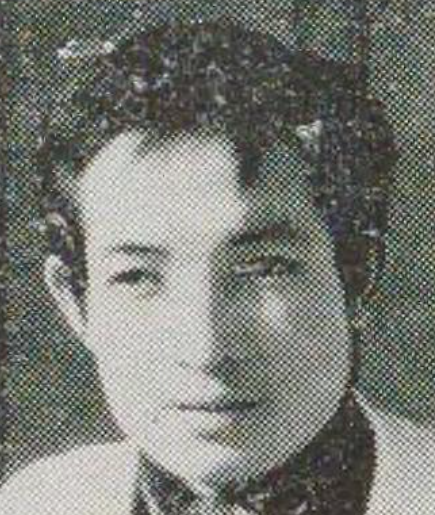
Makio Inoue

Makio Inoue (Yamanashi, 30 novembre 1938 – Chiba, 29 novembre 2019) è stato un attore e doppiatore giapponese.

## Biografia
Iniziò a doppiare negli anni sessanta, dando la voce a diversi personaggi in Astro Boy, e negli anni settanta fu scelto per molti ruoli data la sua voce impostata. Divenne noto soprattutto per aver doppiato Capitan Harlock nell'omonima saga e Goemon Ishikawa XIII in Lupin III.
Morì il 29 novembre 2019, all'età di 80 anni, a causa di un attacco cardiaco.

## Doppiaggio
- Goemon Ishikawa XIII in Lupin III serie, OAV e film e special dal 1977 al 2010 (tranne La cospirazione dei Fuma)
- Capitan Harlock in Capitan Harlock, Galaxy Express 999 e L'Arcadia della mia giovinezza
- Albert in Candy Candy
- Ansbach in Legend of the Galactic Heroes
- Zabitan in Akumaizer 3
- Principe Kerubinus in Il Grande Mazinga
- Black Lotus in Bushido Blade